# Laurent Mourey
 (mai 2023).
Pour les articles homonymes, voir Mourey.
Laurent Mourey est un poète et critique littéraire français né en 1974.

## Parcours
Il vit près de Strasbourg, agrégé de Lettres et docteur en Littérature française, il a écrit une thèse sur la réception de Mallarmé au XXe siècle. Il enseigne les Lettres et est mené par une vie où aventure poétique et aventure théorique interagissent. 
Il a coanimé la revue Résonance générale Cahier pour la poétique avec Serge Martin et Philippe Païni, et est cofondateur de la revue L'Oreille voit avec Yann Miralles et Arnaud Le Vac ,.
Il publie les recueils de poésie D'un œil, le monde, en 2012. C'est pourquoi voler en 2014. Cet oubli maintenant en 2020 et J'entre dans la maison sans toi en 2023. 
Le poète Serge Martin-Ritman dit lors de la publication D'un œil, le monde que « le poème ici n’est plus du tout, mais alors plus du tout, une station, un arrêt devant le monde, cette déréliction suave et hautaine de l’idée ou de la conscience (toujours bonnes) mais la force d’une anthropologie du langage mettant à sa place toute philosophie :  "et tu sais / qu’avant d’avoir une pensée / l’homme a une voix". Et précise que « la voix voyage : tout le poème est pris dans sa paronomase, cet entrain de la relation qui nourrit au moteur d’un je-tu transforme tous les noms en verbes, c’est-à-dire en sujet-relation : "le voyage maintenant / voyage en nous / mais jamais à côté de nous". » 
Le poète Arnaud Le Vac écrit lors de la publication de Cet oubli maintenant qu'« il y a à lire Laurent Mourey toute une écoute de la voix. Du continu de la voix dans le langage et la vie. » Et de préciser que dans ces poèmes Laurent Mourey « excelle à dire les silences et à vivre l’oralité des voix. Leur pluralité, leur altérité, leur résonance. » Poèmes que Serge Martin-Ritman voit comme « une épopée de voix par la force d’un phrasé sans cesse au commencement d’une écoute : "la voix ce cri qui n’est que / naître" . »

## Livres
- D'un œil, le monde, éd. L'Atelier du Grand Tétras, 2012.
- C'est pourquoi voler, éd. Contre-allées, 2014.
- Cet oubli maintenant, éd. du Cygne, 2020.
- J'entre dans la maison sans toi, éd. du Cygne, 2023.

## Publications en revues
- « Les "supports de méditation" chez Henri Michaux, mots et signes graphiques », Vives Lettres n°2, revue de l’Université de Strasbourg, 1997.
- « Henri Michaux, de la plume au pinceau », Gisèle Séginger (dir.), Spiritualités d'un monde désenchanté, Presses universitaires de Strasbourg, 1998, p. 103-112.
- « L’Orient poétique de Segalen : pour " une esthétique du Divers" », Éléonore Roy-Reverzy et Gisèle Séginger (dir.), Éthique et littérature XIXe – XXe siècles, Presses universitaires de Strasbourg, 2000, p. 171-184.
- « Bernard Noël, une écriture du regard », Serge Martin (dir.), Avec Bernard Noël, toute rencontre est l’énigme, La Rochelle, Himeros/ Rumeurs des Âges, 2004, p. 117-131.
- « Une voix pleine de voix : des poèmes, des lectures, des écritures ou la classe en résonances », Voix, oralité de l’écriture, Le Français aujourd’hui, n° 150, Paris, Armand Colin-AFEF, septembre 2005, p. 71-78.

- « Ghérasim Luca : la poétique contre la métaphysique », Serge Martin (dir.), Avec Ghérasim Luca passionnément…, Supplément Triages, Saint-Benoît-du-Sault, éd. Tarabuste, 4e trimestre 2005, p. 9-18.

- « Avec Pierre Soulages : De rythme à rythme : les enjeux de la critique », Béatrice Bonhomme et Micéala Symington (dir.), Le Rythme dans la poésie et les arts, Paris, Honoré Champion, 2005, p. 331-343.
- « L’air des paroles qu’on a dans la voix (sur Jacques Ancet) », revue Nu(e), Nice, septembre 2007, p. 135-151.
- « Les Fables et les contes en classe de sixième : enjeux d’une poétique de l’énonciation », La Critique pour quoi faire ? Le Français aujourd’hui, n° 160, Paris, Armand Colin-AFEF, mars 2008, p. 63-72.

- « Le poème : d’où devenir « voyageurs de la voix », Le Poème Meschonnic, Faire part, n° 22-23, 2008, p. 24-29.

- « Embibler, taamiser : avec les premiers gestes d’Au commencement, notes sur le traduire et le poème Meschonnic », Béatrice Bonhomme et Micéala Symington (dir.), Le Rêve et la ruse dans la traduction de poésie, Paris, Honoré Champion, 2008, p. 109-130.

- « Ce Livre en l’air – quelques notes à travers La Maladie du sens de Bernard Noël », Revue espagnole (Galicie) Amastra-N-Gallar, no 15, automne 2008, p. 50-58.

- « Le vieux chiffon de la montagne, le poème, "un nom vers le nom" », Andréas Pfersmann (dir.), Serge Pey et l’Internationale du rythme, Mont-de-Marsan, L’Atelier des Brisants-Liancourt, Dumerchez, 2009, p. 179-183.
- « Entretien avec Jacques Ancet », Cahier « Jacques Ancet », Autre Sud, Cahiers trimestriels, décembre 2009, p. 20-33.

- « Bernard Vargafig, l'exactitude du poème », Béatrice Bonhomme, Serge Martin, Jacques Moulin (dir.), Avec les poèmes de Bernard Vargaftig, l’énigme du vivant, Méthode ! Revue de littératures française et comparée, Actes du colloque de Cerisy 2-9 juillet 2008, Vallongues, printemps 2009, p. 137-148.

- « Benveniste, phrase, discours, littérature. Penser le langage et le poème dans les silences des programmes de l’enseignement secondaire », Serge Martin (dir.), Émile Benveniste, pour vivre langage, Mont-de-Laval, L’Atelier du Grand Tétras, coll. « Résonance générale : essais pour la poétique », 2009, p. 55-69.

- « Paroles en tête, la poésie avec Prévert et quelques autres », Francis Marcoin, Serge Martin et Fabrice Thumerel (dir.), À l’école Prévert, Cahiers Robinson, n° 27, UFR Lettres & Arts, Université d’Artois/centre de recherches « Textes et cultures », Arras, 2010, p. 29-44.

- « L’épistémologie de l’écriture : la didactique de la littérature et son inconnue », Serge Martin (dir.), Penser le langage, penser l’enseignement. Avec Henri Meschonnic, Mont-de-Laval, L’Atelier du Grand Tétras, coll. « Résonance générale : essais pour la poétique », 2010, p. 85-102.

- « La littérature, de la généricité aux poèmes », Enseigner la poésie avec les poèmes, Le Français aujourd’hui, n° 169, Paris, Armand Colin-AFEF, juin 2010, p. 17-30.

- « Énonciations intérieures du Silence des chiens de Jacques Ancet », Sandrine Bédouret-Larraburu et Jean-Yves Pouilloux (dir.), Jacques Ancet ou la voix traversée, CRPHL de l’Université de Pau et des Pays de l’Adour, éd. L’Atelier de Grand Tétras, coll. « Résonance générale : essais pour la poétique », 2011, p. 107-125.

- « Du discours au poème. Saussure et Mallarmé : points de vue croisés », Sandrine Bédouret-Larraburu et Gisèle Prignitz (dir.), CRPHL, Presses de l’Université de Pau et des Pays de l’Adour, coll. « Linguistique et littérature », 2012, p. 151-168.
- « Ce que toujours je chercherai. Le poème, la théorie, le poème critique, de Meschonnic à Mallarmé », Europe « Henri Meschonnic », n° 995, mars 2012, p. 134-144.
- « Écrire-proférer : de Luca à Mallarmé », Europe « Ghérasim Luca », n° 1045, mai 2016, p. 134-150.
- « "À Mallarmé l’inflexible" : le beau, l’énigme. Sur quelques aspects de la réception de Mallarmé par Vargaftig », Philippe Richard (dir.), Bernard Vargaftig ou l’événement de la parole, Œuvres & Critiques, XLII, second semestre 2017, p. 103-122.
- « La poésie en ses dangers : Jaccottet au miroir de ses lectures (Mallarmé, Bonnefoy, Deguy) », Michèle Finck et Patrick Werly (dir.), Philippe Jaccottet : poésie et altérité, Presses universitaires de Strasbourg, 2018, p. 237-262.

- « L’amour rythmant – l’essai-poème de Ritman à Martin », Nu(e), n° 72, « Serge Ritman », Yann Miralles (coord.), septembre 2020, p. 127-145.

- « Un passage à l’étroit de la voix – le poème de Paul Celan », Continuum, Revue des écrivains israéliens de langue française, n° 17/18, 2020, p. 169-180.

- « Une histoire de la poésie au prisme de Mallarmé ? », dans Bertrand Marchal, Thierry Roger et Jean-Luc Steinmetz (dir.), Spectres de Mallarmé, actes du colloque à Cerisy, 3-10 juillet 2019, Paris, Hermann, 2021, p. 281-296.

- « Mallarmé, les états du lyrisme », Études Stéphane Mallarmé 2019, n° 7, études réunies par Gordon Millan, Paris, Classiques-Garnier, mai 2021, p. 79-109.

## Critiques
- « Note sur Dans le bois de la langue d’Henri Meschonnic (2008) », Diérèse, n°45, 2009.

- « La musique comme problème poétique, note sur "Musiquer la poésie, c’est signer le signe"  de Henri Meschonnic, La Rime et la vie », Poezibao, 2015.
- « L’ode de Jacques Ancet, la pensée par la voix », Lecture d’Ode au recommencement de Jacques Ancet, Voix et relation , 2014.
- « Serge Ritman, Tu pars, je vacille », Poezibao, 2016.
- « En poèmes critiques qui inventent chaque fois leur "voix inflammable" », Serge Martin, Ghérasim Luca, une voix inflammable, Poezibao, 2018.
- « Faire voix à deux », Edith Azam et Bernard Noël, Retours de langue, Poezibao, 2019.
- « L’Impératif de la voix de Serge Martin » (éd. Classiques-Garnier, 2019) pour le site du Collège de France La Vie des idées, 2019.
- « Laurine Rousselet. Quand la voix précise », Laurine Rousselet, Barcelona, Poezibao, 2020.